# المركز الثقافي البغدادي
المركز الثقافي البغدادي هو مركز ثقافي وأدبي وتاريخي في العاصمة بغداد

يقع المركز في نهاية شارع المتنبي، وافتتح عام 2011 بعد صيانته وإعماره ليكون ملتقاً ثقافياً وأدبياً يجمع رواد الأدب والثقافة.

## تاريخ المبنى
حسب المؤرخون المبنى كان مقراً لأداء وظائف عديدة قبل أن يتحول في العهد العثماني إلى دائرة معنية بوثائق العقارات وبعض الشؤون المالية الأخرى التي اتخذت في عهد الولاة المماليك العثمانيين وكانت تسمى (الدفترخانة)، أي مقر حفظ السجلات الرسمية وخاصة السجلات العقارية.
في العهد العثماني الأخير قام الوالي مدحت باشا سنة 1869م بتحويل هذا المكان إلى «المدرسة الرشدية العسكرية» بعد أن أعاد بناءها بشكلها الحالي، لتكون أول مدرسة عسكرية حديثة ضمن سعي الدولة العثمانية آنذاك لتحديث جيشها واقتباس النظم الأوربية في إعداده بعد أن أثقلته الهزائم في معاركه المستمرة مع الأوربيين، على أن يلتحق خريجو المدرسة الرشدية بعد إكمال دراستهم بالكلية العسكرية في إسطنبول. ثم قان قائد الفيلق العثماني المشير فوزي بإكمال بناء المدرسة قبل أن يفتتحها الوالي عبد الرحمن باشا في سنة 1879م باعتبارها الإعدادية العسكرية.
قدمت هذه المدرسة اعدادا كبيرة من الضباط نالوا مناصب عالية في الدولة العراقية عند تشكيل الحكومة وفي مقدمتهم ياسين الهاشمي ونوري سعيد وجعفر العسكري وعبد المحسن السعدون وجميل المدفعي ومولود مخلص وجميل الراوي ورشيد الخوجة والمورخ محمد روؤف الشيخلي مؤلف المعجم الجغرافي لمدينة بغداد القديمة.
اتخذت المدرسة فيما بعد كمستشفى اثناء الحرب العالمية الأولى، وبعد الاحتلال البريطاني للعراق في الحرب العالمية الأولى، اتخذها الإنجليز مقرا للمحاكم المدنية سنة 1919، وبعد تاسيس المملكة العراقية سنة 1921 اتخذت أيضا مقرا للمحاكم المدنية والجزائية حتى سنة 1978.
أول ترميم لهذه البناية كان سنة 1992م، وذلك من قبل دائرة الآثار، واستغرق العمل ثلاث سنوات حتى سنة 1995م، حيث حافظت الدائرة على الهيئة التأريخية للبناية وأزالت الأبنية المستحدثة، وفي نهاية القرن العشرين اتخذها أعضاء حزب البعث المنحل معهدا للقران والسنة النبوية، ثم تعرضت لأعمال تخريب بعد الاحتلال الأميركي للعراق عام 2003 وبقيت مهملة لغاية 2011 حيث بادرت محافظة بغداد لصيانتها وإعادة فتحها كمركز ثقافي.

## محتويات المركز
يحتوي المركز على قاعات عدة تحمل أسماء علماء وشعراء وفنانيين عراقيين، مثل: علي الوردي ومصطفى جواد ونازك الملائكة وجواد سليم وحسين علي محفوظ، إضافة إلى قاعة متخصصة بالفنون التشكيلية تحمل اسم النحات العراقي محمد غني حكمت، فضلاً عن قاعة «ألف ليلة وليلة» للسينما ومسرح الشناشيل للمقام العراقي ومسرح سامي عبد الحميد للمهرجانات.
اقتنى المركز الثقافي أيضا مكتبات لشخصيات علمية، منها: مكتبة ومتحف العلامة الدكتور احمد سوسة والعلامة ميخائيل عواد والعلامة عبد الحميد الرشودي والدكتور عماد عبد السلام ومكتبة المفكر والشهيد عزيز السيد جاسم ومكتبة الدكتور والفنان التشكيلي علاء بشير، وتحتوي هذه المكتبات على مخطوطات ونوادر ووثائق مهمة وكذلك مقتنيات شخصية أخرى.
كما يضم المركز متاحف شخصية منها متحف أرض الرافدين للمؤرشف صباح السعدي ومتحف دار السلام للمؤرشف محمد سيد علوان، وكذلك متحف دليل الجمهورية العراقية للمؤرخ هادي الطائي.
وفي الطابق الأرضي منه، يقع «مركز المتنبي الصغير» الخاص بفعاليات الأطفال، كما تستضيف باحته معارض للكتب والبازارات والصناعات التراثية واليدوية، وفي صباح كل يوم جمعة تعقد ندوات ولقاءات أدبية وعلمية وفنية في اختصاصات متنوعة.